# 1. juli
1. juli er dag 182 i året i den gregorianske kalender (dag 183 i skudår). Der er 183 dage tilbage af året.

Navnedag: Theobaldus efter Sankt Theobald.[kilde mangler]

### Begivenheder
Født - Dødsfald
- 1623 - Kollegiet Regensen i København åbnes.
- 1644 - Søslaget på Kolberger Heide. Christian 4. rammes af en granatsplint og mister synet på sit ene øje.
- 1677 - Søslaget i Køge Bugt.
- 1690 - Battle of the Boyne, hvor englænderne slår jakobiterne.
- 1858 - Wallace-Darwin teori om evolution publiceres for the Linnaean Society i London. Alfred Wallace, som er mindre kendt, havde selvstændigt udviklet en teori om naturlig udvælgelse.
- 1863 - Et af den amerikanske borgerkrigs største og mest afgørende slag, slaget ved Gettysburg, indledes og vindes to dage senere af nordstaterne.
- 1867 - Canada bliver dominion under det britiske imperium.
- 1890 - De to koloniherrer, England og Tyskland bytter områder, så Helgoland bliver tysk og Zanzibar engelsk.
- 1904 - I St. Louis, USA åbnes de tredje moderne olympiske lege.
- 1916 - Slaget ved Somme indledes.
- 1918 - Den underjordiske Nørreport Station åbner.
- 1921 - Kinas kommunistiske parti grundlægges.
- 1937 - Den tyske præst Martin Niemöller, krigshelt og ubådskommandør i 1. verdenskrig, arresteres og sendes til Dachau for sine antinazistiske prædikener; han slipper først ud af Dachau i 1945; Niemöller dør i 1984.
- 1940 - Tyske ubåde angriber handelsskibe i Atlanten.
- 1945 - Amerikanske, engelske og franske tropper rykker ind i Berlin.
- 1960 - Somalia bliver selvstændigt.
- 1962 - Rwanda og Burundi bliver selvstændige.
- 1964 - Pressens Radioavis overgår til Danmarks Radio under navnet Radioavisen.
- 1965 - Danmarks og Islands udenrigsministre underskriver en aftale om udlevering af nogle af håndskrifterne fra den Arnamagnæanske Samling.
- 1969 - Voksencensur ophæves og billedpornografi frigives.
- 1969 - Prins Charles bliver den 21. prins af Wales på Caernarvon Castle.
- 1972 - Vesttysk politi pågriber tre mænd fra Rote Armee Fraktion: Andreas Baader, Jan-Carl Raspe og Holger Meins.
- 1979 - Sony præsenterer walkman'en.
- 1980 - Dronning Margrethe 2. indvier den 1.710 meter lange bro over Vejle Fjord.
- 1983 - Folketinget kender Mogens Glistrup ikke-værdig til at sidde i tinget efter højesteretsdommen for skattesvig.
- 1991 - Sverige søger om optagelse i EF.
- 1991   - Warszawapagten opløses officielt ved et møde i Prag.
- 1993 - Orion Planetarium i Jels åbner.
- 1997 - Hong Kong overdrages af Storbritannien til Folkerepublikken Kina, hvor området fortsat vil opretholde en særstatus.
- 1998 - Salg af alkohol til børn under 15 år forbydes.
- 1999 - Fodboldklubben FC Midtjylland stiftes.
- 2000 - Ni unge mennesker omkommer under en Pearl Jam-koncert på Roskilde Festival.
- 2000   - Øresundsbroen indvies af dronning Margrethe 2. og kong Carl 16. Gustav.
- 2000   - Der indføres skrotpræmie for udtjente biler, som afmeldes fra og med denne dato og indleveres hos en godkendt autoophugger.
- 2002 - Vestsjællands Amt opretter fem nye sociale arbejdsmarkedscentre, der får navnet VASAC.
- 2004 - Det danske Flyvevåben overtager overvågningen og beskyttelsen af luftrummet over Baltikum med 4 danske F-16 fly, materiel og personel fra Siauliai lufthavnen i Litauen. Opgaven skal udføres til og med den 30. september 2004.
- 2006 - Nye knallerter skal fra denne dag forsynes med nummerplade.
- 2006 - Dansk Tipstjeneste A/S skifter navn til Danske Spil A/S.
- 2007 - Danmarks prinsesse Isabella Henrietta Ingrid Margrethe bliver døbt i Fredensborg Slotskirke
- 2022 - 1. etape af Tour de France køres i København.

### Født
- 1481 - Christian 2., dansk konge (død 1559).
- 1501 - Ludvig 2., konge af Ungarn, Kroatien og Bøhmen (død 1526).
- 1534 - Frederik 2., dansk konge (død 1588).
- 1633 - Johann Heinrich Heidegger, schweizisk teolog og forfatter (død 1698).
- 1646 - Gottfried Wilhelm Leibniz, tysk filosof, matematiker og politisk rådgiver (død 1716).
- 1668 - Ferdinand Anton Danneskiold-Laurvig, dansk adelig og gehejmekonferensråd (død 1754).
- 1731 - Johannes Wiedewelt, dansk billedhugger (død 1802).
- 1742 - Georg Christoph Lichtenberg, tysk fysiker og satirisk skribent (død 1799).
- 1780 - Carl von Clausewitz, tysk generalmajor, forfatter og filosof (død 1831).
- 1780 - Louis Philippe de Bombelles, østrigsk diplomat (død 1843).
- 1804 - George Sand, fransk forfatter (død 1876).
- 1828 - Carl Steen Andersen Bille, dansk journalist, politiker og embedsmand (død 1898).
- 1848 - G.H.V. Feddersen, dansk stiftamtmand (død 1912).
- 1872 - Louis Blériot, fransk flyver (død 1936).
- 1873 - Andrass Samuelsen, Færøernes første premierminister (død 1954).
- 1877 - Kay Schrøder, dansk arkitekt (død 1949).
- 1877 - Paul Guillamat, fransk operasanger (død 1957).
- 1877 - Arvid Aae, dansk maler (død 1913).
- 1879 - Léon Jouhaux, fransk fagforeningsmand og nobelprismodtager (død 1951).
- 1881 - Johan Kemp, finsk atlet (død 1941).
- 1892 - James M. Cain, amerikansk forfatter, journalist og manuskriptforfatter (død 1985).
- 1892 - Aage H. Andersen, dansk nazist og politiker (død 1968).
- 1899 - Charles Laughton, engelsk-amerikansk filmskuespiller (død 1962).
- 1902 - William Wyler, amerikansk filminstruktør (død 1981).
- 1903 - Amy Johnson, engelsk flyvepioner (død 1941).
- 1906 - Estée Lauder, amerikansk virksomhedsgrundlægger (død 2004).
- 1906 - Jean Dieudonné, fransk matematiker (død 1986).
- 1907 - Norman Pirie, britisk biokemiker og virolog (død 1997).
- 1909 - Ingrid Larsen, dansk skakspiller (død 1990).
- 1909 - Emmett Toppino, amerikansk atlet (død 1971).
- 1912 - Ulla Barding-Poulsen, dansk fægter (død 2000).
- 1916 - Olivia de Havilland, amerikansk filmskuespillerinde (død 2020).
- 1920 - Kjeld Petersen, dansk skuespiller (død 1962).
- 1925 - Farley Granger, amerikansk skuespiller (død 2011).
- 1926 - Hans Werner Henze, tysk komponist  (død 2012).
- 1934 - Kirsten Simone, dansk solodanser.
- 1934   - Sydney Pollack, amerikansk filminstruktør (død 2008).
- 1934   - Ilselil Larsen, dansk skuespillerinde.
- 1934 - Jørgen Rønnow, dansk jurist og tidligere dommer.
- 1936 - Syl Johnson, amerikansk sanger (død 2002).
- 1940 - Peder Nyman, dansk avistegner (død 2001).
- 1941 - Myron Scholes, amerikansk økonom og nobelprismodtager.
- 1942 - Geneviève Bujold, canadisk skuespiller.
- 1943 - Erik Gunnar Börje Kullenberg, dansk professor.
- 1944 - Troels Munch Jørgensen, dansk professor emeritus.
- 1945 - Debbie Harry, amerikansk sanger i Blondie.
- 1945 - Frank Asschenfeldt Birkebæk, dansk forfatter og tidligere museumsdirektør.
- 1946 - Erkki Tuomioja, finsk diplomat, historiker, politiker og tidligere minister.
- 1948 - Truels Schultz, dansk politiker og tidligere borgmester.
- 1949 - Venkaiah Naidu, indisk politiker og tidligere vicepræsident.
- 1949 - Kadhim Faraj, dansk-irakisk skuespiller.
- 1949 - John Farnham, engelsk-australsk sanger.
- 1949 - Joachim Malling, dansk erhvervsleder.
- 1952 - Dan Aykroyd, canadisk skuespiller.
- 1953 - Jadranka Kosor, kroatisk journalist og tidligere premierminister.
- 1953 - Lawrence Gonzi, maltesisk politiker og tidligere statsminister.
- 1954 - Herbert Zimmermann, tysk fodboldspiller.
- 1955 - Li Keqiang, kinesisk politikere og tidligere premierminister (død 2023).
- 1956 - Poul Henrik Harritz, dansk journalist og tidligere præsident.
- 1957 - Kim Skotte, dansk journalist.
- 1960 - Thorkil Sonne, dansk erhvervsleder.
- 1961 - Carl Lewis, amerikansk sprinter.
- 1961 - Diana, engelsk prinsesse (død 1997).
- 1961 - Steen Knudsen, dansk fodbolddommer.
- 1961 - Kalpana Chawla, indisk-amerikansk forsker og astronaut (død 2003).
- 1961 - Carl Lewis, amerikansk sprinter og længdespringer.
- 1963 - Naser Khader, dansk politiker.
- 1963 - Michael Brautsch, dansk sognepræst og politiker.
- 1963 - Jens Søndergaard, dansk læge, professor og forskningsleder.
- 1965 - Harald Zwart, norsk regissør og manuskriptforfatter.
- 1966 - Søren Klarskov Vilby, dansk erhvervsleder.
- 1966 - Frank De Bleeckere, belgisk fodbolddomer.
- 1966 - So Hirao, japansk fodboldspiller.
- 1967 - Pamela Anderson, canadisk model og skuespiller.
- 1971 - Missy Elliott, amerikansk sanger.
- 1971 - Simon Pasternak, dansk forfatter forlagschef.
- 1971 - Rosie Duffield, britisk politiker.
- 1974 - Matthé Pronk, hollandsk cykelrytter.
- 1974 - Aleksej Mizgirjov, russisk filminstruktør og manuskriptforfatter.
- 1976 - Patrick Kluivert, hollandsk fodboldspiller.
- 1976 - Patrick Kluivert, hollandsk fodboldspiller.
- 1976 - Ruud van Nistelrooy, hollandsk fodboldspiller.
- 1976 - Rigobert Song, camerounsk fodboldspiller.
- 1976 - Andrea Elisabeth Rudolph, dansk erhvervsleder og tidligere tv-vært.
- 1976 - Rigobert Song, camerounsk fodboldspiller.
- 1976 - Paw Peters, dansk håndboldspiller.
- 1977 - Liv Tyler, amerikansk skuespiller.
- 1977 - Simon Jul Jørgensen, dansk entertainer.
- 1977 - Björn Leukemans, belgisk cykelrytter.
- 1977 - Martin Špaňhel, tjekkisk ishockeyspiller.
- 1978 - Eiríkur Örn Norðdahl, islandsk forfatter og oversætter.
- 1978 - Mark Hunter, engelsk roer.
- 1979 - Sylvain Calzati, fransk cyeklrytter.
- 1982 - Takahiro Takagi, japansk fodboldspiller.
- 1982 - Joachim Johansson, svensk tennisspiller.
- 1983 - Marit Larsen, norsk sangerinde og sangskriver.
- 1983 - Shogo Nishikawa, japansk fodboldspiller.
- 1983 - Yoshitaka Ohashi, japnask fodboldspiller.
- 1983 - Ryosuke Amo, japansk fodboldspiller.
- 1984 - Cyron Melville, dansk skuespiller.
- 1984 - Rikke Zachariassen, dansk håndboldspiller.
- 1984 - Grégory Bourillon, fransk fodboldspiller.
- 1984 - Morris Possoni, italiensk cykelrytter.
- 1985 - Léa Seydoux, fransk skuespiller.
- 1986 - Simon Dyhr, dansk politiker.
- 1989 – Daniel Ricciardo, australsk formel 1-kører.
- 1989 - Cléopâtre Darleux, fransk håndboldspiller.
- 1989 - Hannah Murray, engelsk skuespiller.
- 1989 - Mitch Hewer, engelsk skuespiller.
- 1989 - Tom-Jelte Slagter, hollandsk cykelrytter.
- 1991 - Dajana Eitberger, tysk kælker.
- 1993 - Raini Rodriguez, amerikansk skuespiller.
- 1993 - Kosuke Masutani, japansk fodboldspiller.
- 1994 - Sam Lundholm, svensk fodboldspiller.
- 1996 - Ludovic Fabregas, fransk håndboldspiller.
- 1997 - Yan Wengang, kinesisk skeltonfører.
- 1997 - Simon Guglielmi, fransk cykelrytter.
- 1997 - Ýmir Örn Gíslason, islandsk håndboldspiller.
- 1997 - Johannes Ingildsen, dansk tennisspiller.
- 1998 - Jordi Meeus, belgisk cykelrytter.
- 1998 - Mikael Anderson, islandsk fodboldspiller.
- 1999 - Thea Roque-Krag, dansk fodboldspiller.
- 1998 - Linda Motlhalo, sydafrikansk fodboldspiller.
- 1999 - Marlon Langeland, norsk skuespiller.
- 1999 - Kanya Fujimoto, japansk fodboldspiller.
- 2001 - Marie Höbinger, østrigsk fodboldspiller.
- 2002 - Kasper Andersen, dansk cykelrytter.
- 2004 - Alejandro Garnacho, spansk-argentinsk fodboldspiller

### Dødsfald
- 251 - Decius, romersk kejser (født 207).
- 1856 - Thomasine Gyllembourg, dansk forfatter (født 1773).
- 1896 - Harriet Beecher Stowe, amerikansk forfatter (født 1811).
- 1925 - Erik Satie, fransk komponist (født 1866).
- 1961 - Céline, fransk forfatter (født 1894).
- 1974 - Juan Peron, argentinsk præsident (født 1895).
- 1987 - Henrik Wiehe, dansk skuespiller (født 1927).
- 1990 - Lilli Holmer, dansk skuespiller (født 1928).
- 1997 - Robert Mitchum, amerikansk skuespiller (født 1917).
- 2000 - Walter Matthau, amerikansk skuespiller (født 1920).
- 2003 - Herbie Mann, amerikansk jazzfløjtenist (født 1930).
- 2004 - Marlon Brando, amerikansk skuespiller (født 1924).
- 2007 – Jørgen Rømer, dansk kunsthistoriker og maler (født 1923).
- 2008 - Mogens Glistrup, dansk advokat og partistifter (født 1926).
- 2009 - Karl Malden, amerikansk skuespiller (født 1912).
- 2012 - Alan Poindexter, amerikansk NASA-astronaut (født 1961).
- 2013 - Paul Jenkins, amerikansk skuespiller (født 1961).

|  | Denne datoartikel kan blive bedre, hvis der indsættes et (bedre) billede Du kan hjælpe ved at afsøge Wikimedia Commons for et passende billede eller uploade et godt billede til Wikimedia Commons iht. de tilladte licenser og indsætte det i artiklen. |